# Ammothella schmitti
Ammothella schmitti là một loài nhện biển trong họ Ammotheidae. Loài này thuộc chi Ammothella. Ammothella schmitti được miêu tả khoa học năm 1970 bởi Child.